# 해양2000호
해양 2000호는 대한민국 국립해양조사원의 해양조사선이다. 2006년 7월과 2022년 5월 독도 주변 해류조사에 나서면서 일본측과 마찰을 빚었다.